# Hrib pri Kamniku
Hrib pri Kamniku je naselje v Občini Kamnik.

## Zgodovina
Vas Hrib se prvič omenja leta 1426 v znanem gornjegrajskem urbarju, ko se v njej navajajo tri kmetije. 